# Generator sterowany napięciem

Przykładowy schemat blokowy syntezatora muzycznego z zaznaczonym blokiem VCO

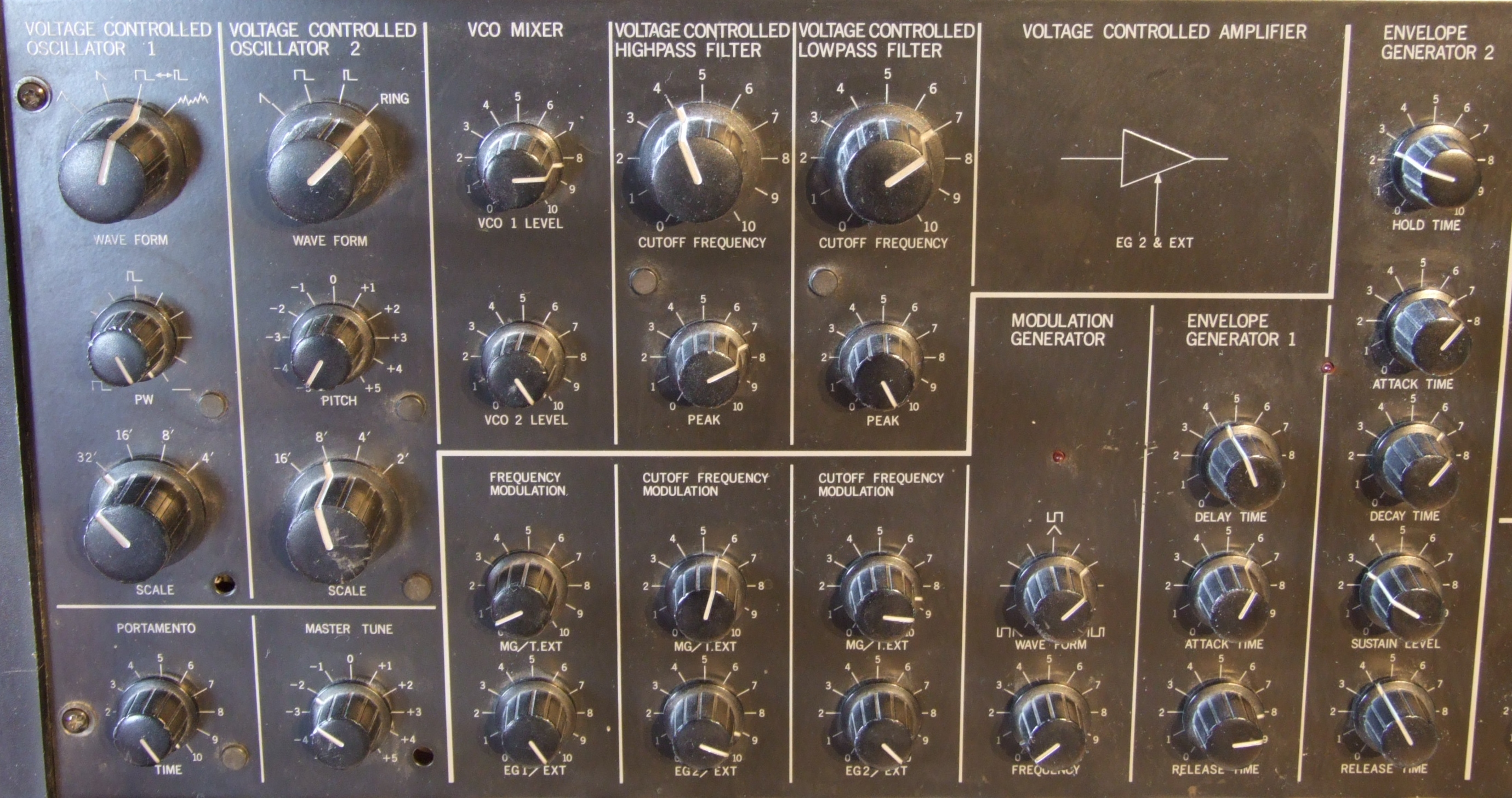
Sekcja VCO w syntezatorze Korg MS-20

Generator sterowany napięciem (ang. Voltage Controlled Oscillator, VCO) – urządzenie elektroniczne, generator okresowego sygnału elektrycznego (fali), o częstotliwości proporcjonalnej do napięcia elektrycznego podanego na jego wejście. Generatory VCO są stosowane w radiokomunikacji (np. jako przestrajany układ heterodyny), urządzeniach automatyki (np. w układach PLL), są też podstawowym blokiem syntezatorów analogowych.

## Charakterystyka sterowania
Generatory mogą być przestrajane w liniowej skali częstotliwości, gdzie każdej zmianie napięcia o 1V towarzyszy zmiana częstotliwości o określoną wartość w Hz, lub wykładniczej skali częstotliwości, gdzie każda zmiana napięcia o 1V powoduje zmianę częstotliwości o stały interwał muzyczny (np. 1 oktawę). Drugi sposób sterowania jest bardziej popularny wśród konstrukcji syntezatorów, ponieważ jest bardziej wygodny w transpozycji i modulacji. Jednak do jego wad należy tendencja do utraty stroju. Dotyczy to w szczególności starszych modeli instrumentów.

fala sinusoidalna, prostokątna, trójkątna, i piłokształtna

## Przebieg wyjściowy
Generatory VCO stosowane w syntezatorach muzycznych najczęściej są tak zbudowane, aby produkowały przebiegi okresowe bogate w składowe harmoniczne, co pozwala na łatwą realizację syntezy subtraktywnej. Typowo spotykanymi przebiegami są kanoniczne kształty fali: piłokształtny, trójkątny, prostokątny i sinusoidalny, ponieważ widma tych przebiegów zawierają różne i uzupełniające się składowe harmoniczne, co pozwala na uzyskanie różnych barw dźwięku przez ich sumowanie i filtrację. Bardziej rozbudowane generatory VCO pozwalają na płynną (sterowaną ręcznie lub modulowaną napięciem) zmianę kształtu fali (zmianę symetrii przebiegu, zmianę współczynnika wypełnienia przebiegu prostokątnego).

### Podstawowe parametry pracy
- Zakres częstotliwości pracy
- Charakterystyka przestrajania
- Liniowość i stabilność charakterystyki
- Kształty generowanych przebiegów
- Współczynnik wypełnienia fali prostokątnej